# Parandaria
Ein Parandaria (pl. Parandariae) oder auch Parendaria ist ein im Mittelalter verwendeter Transportschiffstyp, der vor allem für schwere Lasten (beispielsweise Steine) eingesetzt wurde. Bei der Eroberung von Konstantinopel wurden Parandariae in der Flotte von Sultan Mehmed II. eingesetzt und vermutlich für den Transport von Truppen über den Bosporus beziehungsweise das Goldene Horn genutzt. Bernhard von Breidenbach beschreibt in seinen Briefen „von der Belagerung von Rhodos durch die Türken“ an Papst Sixtus IV. im Jahre 1480 ebenfalls den Einsatz dieser Schiffe. Die verfügbaren Quellen lassen keinen eindeutigen Schluss über die Bauart und den genutzten Vortrieb (Ruder, Segel oder Schleppleine) zu, eine Nutzung vorwiegend in den küstennahen Gewässern der Levante liegt jedoch nahe.